# Simulium nanum
Simulium nanum är en tvåvingeart som beskrevs av Zetterstedt 1838. Simulium nanum ingår i släktet Simulium och familjen knott. Inga underarter finns listade i Catalogue of Life.